# Haworth (Oklahoma)
Haworth – miasto w Stanach Zjednoczonych, w stanie Oklahoma, w hrabstwie McCurtain.